# Homininae
Hominine (lat. Homininae), ili afrički čovekoliki majmuni, su potporodica hominida koja obuhvata ljude, gorile, šimpanze i nekoliko izmurlih vrsta. Ova potporodica se sastoji od svih hominida koji su se pojavili nakon odvajanja potporodice orangutana (Ponginae). Kladogram hominina ima tri grane, koje vode ka gorilama, šimpanzama i ljudima. Postoji nekoliko izumrlih vrsta. Samo jedna vrsta ljudi je preostala.
Do 1980, porodica Hominidae je sadržala samo ljude, dok su preostali hominidi bili u porodici Pongidae. Kasnija otkrića dovela su do revizije klasifikacije, tako da sada porodica Hominidae obuhvata sve hominoide i ljude. Dalja otkrića indiciraju da su gorile i šimpanze srodnije ljudima od orangutana.

## Literatura
- "Human Evolutionary Genetics" Jobling M.A., Hurles M., Tyler Smith C. 2004, Garland Science, New York
- M. Goodman (1964). „Man’s place in the phylogeny of the primates as reflected in serum proteins”.  Ур.: S. L. Washburn. Classification and human evolution. Aldine, Chicago. стр. 204—234.